# Суки (язык)
Суки́ — папуасский язык, на котором говорят около 3500 человек на протяжении нескольких миль вдоль реки Флай на юго-западе Папуа — Новой Гвинеи. На суки в первую очередь говорят в шести сёлах Западной провинции: Гваку, Ивеви, Эве, Гвибаку, Дуру и Исала. Суки генетически связан с тремя другими языками подгруппы гогодала-суки (гогодала, ари и варуна), но некоторые лингвисты рассматривают эту подгруппу на уровне семьи и считают её изолированной. Как и в случае многих других папуасских языков, по языку суки существует очень мало опубликованных материалов. Уровень грамотности носителей суки составляет 5—15 %, носителей-школьников не обучают на родном языке; обучение ведётся на английском и хири-моту.

## Фонология
Фонология языка относительно проста. Он имеет пять гласных фонем, как и многие другие неавстронезийские языки Папуа — Новой Гвинеи. Система согласных также довольно проста, содержит 13 фонем. В приведенных ниже таблицах список фонем и их аллофонов; аллофоны даны в скобках.

### Согласные
|               | Губные  | Альвеолярные | Палатальные | Велярные     |
| ------------- | ------- | ------------ | ----------- | ------------ |
| Взрывные      | p b (β) | t (tʰ) d     |             | k (kʰ) ɡ (ɣ) |
| Щелевые       |         | s z          |             |              |
| Носовые       | m       | n            |             |              |
| Аппроксиманты | w       | ɾ (l)        | j           |              |

### Гласные
| i (ɪ) (e) |       | u (ʊ) |
| ɛ (æ)     |       | o (ɔ) |
|           | a (ɑ) |       |

### Орфография
В языке суки используется латинский алфавит без диакритических знаков. Он следует правилам английского языка в том, что касается применения заглавных букв для записи имен собственных и первых слов предложений. Знаки препинания в основном как в английском, хотя вопросительный и восклицательный знаки не используются. В языке используются следующие буквы: a b d e g i k m n o p r s t u w y z. Буквы W и Y могут обозначать как гласные, так и согласные звуки.

## Морфология
Суки является агглютинативным языком, в котором слова образуются в основном суффиксальным способом, хотя было обнаружено также небольшое число префиксов. Как существительные, так и глаголы могут принять большое количество суффиксов. Глагол имеет следующую структуру (элементы в скобках являются необязательными): корень глагола + (каузативный суффикс) + (личный суффикс дополнения) + (транзитивный суффикс) + суффикс времени + суффикс лица и числа. Личные суффиксы следующие:
|                       | Лицо-объект | Лицо-число |
| --------------------- | ----------- | ---------- |
| 1-е единственное      | -ne         | -aru       |
| 2-е/3-е единственное  | -ø          | -eru       |
| 1-е множественное     | -iye        | -erimu     |
| 2-е/3-е множественное | -de         | -eru       |

### Местоимения
Система местоимений суки обладает несколько необычным в мировых масштабах, но типичным для Новой Гвинеи свойством, что местоимения второго единственного и первого множественного числа — омофоны. Как и существительные, местоимения могут принимать большинство падежных аффиксов.
|          | Единственное | Множественное |
| -------- | ------------ | ------------- |
| 1-е лицо | ne           | e             |
| 2-е лицо | e            | de            |
| 3-е лицо | u            | i             |

## Числительные
В языке суки есть лишь четыре числительных, только две морфемы, из которых они состоят, и, возможно, только одна из них незаимствована. Voorhoeve утверждает, что суки, похоже, заимствовал menes (два) из соседнего языка зимакани. Числительные также могут принимать ограниченное число падежных аффиксов.
| 1 | nimap       |
| 2 | menes       |
| 3 | menes nimap |
| 4 | menes menes |

На письме числительные от одного до четырех прописываются полностью, а числительные свыше четырех записываются арабскими цифрами.

## Синтаксис
Язык имеет структуру SOV.